# Momo Mbaye
Mamadou Mbaye (Saint Louis, 28 de junio de 1998) es un futbolista senegalés que juega como defensa en la Academia Puerto Cabello de la Primera División de Venezuela.

## Trayectoria
Nacido en Saint Louis, comienza su carrera en el AS Dakar Sacré-Cœur. En 2017 firma un contrato por 4 años con el Sud América, pero tras tener problemas para moverse a Montevideo, se marchó cedido al Cádiz C. F. "B" de la Tercera División de España por una temporada, ofreciendo un gran rendimiento y llegando a entrenar con el primer equipo.
En 2018, tras finalizar su cesión, realiza pruebas en el Elche C. F. y el Real Murcia C. F., pero acaba fichando con el E. S. Troyes A. C. francés el 24 de agosto de ese año tras llegar a un acuerdo con el Watford para su cesión. En enero del siguiente año, tras no poder jugar por asuntos burocráticos, firma por el Inter Zaprešić croata.
En julio de 2019, sin haber debutado con el Inter Zapresić, regresa al filial del Cádiz esta vez en la Segunda División B. Empieza la temporada como titular en una victoria por 2-1 frente al Real Murcia C. F., quien presentó una queja a la RFEF alegando que el jugador no estaba disponible para jugar, realizando una alineación indebida. Sin embargo, la apelación fue denegada en noviembre.
El 3 de marzo de 2020, la FIFA suspendió al Cádiz C. F. sin poder cometer fichajes por 2 mercados de traspasos tras la denuncia del Watford, alegando que el jugador aún tenía contrato en vigor con el club inglés. Al día siguiente, Mbaye declaró en rueda de prensa que nunca había firmado contrato alguno con el Watford. Para más inri, el 13 de marzo sufre una importante lesión que lo aparta de los terrenos de juego por el resto de la temporada.
La sanción al Cádiz C. F. fue retirada provisionalmente en mayo de 2020, pero Mbaye no pudo volver a jugar hasta enero del 2021. Logra debutar con el primer equipo el 7 de enero del mismo año al partir como titular en un empate por 0-0 (victoria por 5-4 en penaltis) frente al Pontevedra C. F. en la Copa del Rey.
El 1 de julio de 2021, el Tribunal de Arbitraje Deportivo canceló definitivamente la sanción al club gaditano, obligando además al Watford a pagar los costes del proceso y una contribución al club y al jugador. Mbaye continuó jugando para el filial cadista, realizando la pretemporada con el primer equipo para la campaña 2022-23.
El 9 de junio de 2022 renueva su contrato con el Cádiz C. F. hasta 2024. El siguiente 9 de agosto, tras realizar buenas actuaciones en la pretemporada, asciende definitivamente al primer equipo en la Primera División.

## Clubes
Actualizado al último partido disputado el 4 de junio de 2023.
| Club                             | País      | Año           | Partidos | Goles |
| -------------------------------- | --------- | ------------- | -------- | ----- |
| Sud América                      | Uruguay   | 2017-2018     | 0        | 0     |
| Cádiz C. F. "B" (cesión)         | España    | 2017-2018     | 21       | 2     |
| Inter Zaprešić                   | Croacia   | 2019          | 0        | 0     |
| Cádiz C. F. "B"                  | España    | 2019-2022     | 31       | 4     |
| Cádiz C. F.                      | España    | 2021-2024     | 20       | 0     |
| F. C. Vizela                     | Portugal  | 2024-         | 2        | 0     |
| Academia Puerto Cabello (cedido) | Venezuela | 2025-presente | 0        | 0     |